# Дюбуа, Луи-Эрне
Луи-Эрне Дюбуа (фр. Louis-Ernest Dubois; 1 сентября 1856, Сен-Кале, Вторая империя — 23 сентября 1929, Париж, Франция) — французский кардинал. Епископ Вердена с 18 апреля 1901 по 30 ноября 1909. Архиепископ Буржа с 30 ноября 1909 по 13 мая 1916. Архиепископ Руана с 13 мая 1916 по 13 декабря 1920. Архиепископ Парижа с 13 декабря 1920 по 23 сентября 1929. Кардинал-священник с 4 декабря 1916, титулом церкви Санта-Мария-ин-Аквиро с 7 декабря 1916.